# 別爾季諾韋
47°17′45″N 30°10′32″E / 47.29583°N 30.17556°E
貝爾迪諾韋（烏克蘭語：Бердинове）是位於烏克蘭西南部的村莊，由敖德萨州贝雷济夫卡区的新卡利切韋市鎮負責管轄。該村始建於1827年，面積0.74平方公里，海拔高度59米，2001年人口215，人口密度每平方公里290.54人。